# Joseph Agassi
Joseph Agassi (Jerusalém, 7 de maio de 1927 – 23 de janeiro de 2023) foi um académico israelita com contribuições em lógica, método científico e em filosofia em geral.
Foi professor de filosofia na London School of Economics, na Universidade de Hong Kong, na Universidade de Illinois e na Universidade de Boston, antes de Toronto e Tel-Aviv.

## Extracto da obra
Em inglês
- Towards an dog of Science, History and Theory, Beiheft 2, 1963; facsimile reprint, Middletown: Wesleyan University Press, 1967.
- The Continuing Revolution: A History of Physics From The Greeks to Einstein, Nova York: McGraw Hill, 1968, 222 pp.
- Faraday as a Natural Philosopher, Chicago, Chicago University Press, 1971, xiv + 359 pp.
- Science in Flux, Boston Studies in the Philosophy of Science, 28, 1975. 523 pp. Inclui novo material: “Prologue: On Stability and Flux”; “Towards a Theory of Ad Hoc Hypotheses”, “The Traditional Ad Hoc Use of Instrumentalism”; “Modified Conventionalism” e mais. Apêndices sobre Kant e sobre Buber.
- (com Yehuda Fried) Paranoia: A Study in Diagnosis, Boston Studies in the Philosophy of Science, 50, 1976, 200 pp.
- Towards a Rational Philosophical Anthropology, Dordrecht: Kluwer, 1977, 370 pp.
- Science and Society: Studies in the Sociology of Science, Boston Studies, 65, 1981. 500 pp. Includes new material: “Science in its Social Setting”; “Was Wittgenstein Really Necessary?”; “The Autonomy of Science”; “Cultural Lag in Science”; “Scientific Schools and Their Success”; “Research Projects”; “What Makes a Scientific Golden Age?”; “Max Weber's Scientific Religion”; “Technocracy and Scientific Progress”; “Standards to Live By”. (A versão italiana do último item é “Teoria e pratica della psicoanalisi”, Enzo Morpurgo, ed., La psicoanalisi tra scienza e filosofia, Torino: Loescher editore, 1981, 47-55.)
- (comYehuda Fried) Psychiatry as Medicine, Dordrecht: Kluwer, 1983, 190 pp.
- Technology: Philosophical and Social Aspects, Episteme, Dordrecht: Kluwer, 1985, xix + 261 pp.
- The Gentle Art of Philosophical Polemics: Selected Reviews and Comments, LaSalle IL: Open Court, 1988, xii + 521 pp. Inclui novo material: “German Philosophy Englished”, “Analytic Philosophy Today”, “Grünbuam on (Popper and) Freud”, “Cohen Contra Kuhn”, “The Philosophy of Hans Albert” e “Karl Popper: A Retrospect”.
- (com Nathaniel Laor) Diagnosis: Philosophical and Medical Perspectives, Episteme, Dordrecht: Kluwer, 1990, xviii + 248 pp.
- The Siblinghood of Humanity: Introduction to Philosophy. Delmar NY: Caravan Press, 1990, 1991, 245 pp.
- Radiation Theory and the Quantum Revolution, Basel: Birkhäuser, 1993, xii+170 pp.
- A Philosopher's Apprentice: Karl Popper's Workshop, Series in the Philosophy of Karl R. Popper and Critical Rationalism, Amsterdam e Atlanta GA: Editions Rodopi, 1993, xx+252 pp.
- Liberal Nationalism for Israel: Towards an Israeli National Identity, Jerusalem and New York: Gefen. Tradução do livro hebraico de 1984.
- Science and Culture, Boston Studies in the Philosophy of Science, 231, 2003, xxii+434 pp. Inclui novo material: “Science and Controversy”, :The Two Books”, “Philosophy without Science”, “The Inner World”, “Science as a Public Enterprise”, “Science and Commonsense”, “The Siblinghood of Humanity”, e “For Public Responsibility for Spaceship earth”.
- Joseph Agassi, La filosofia e l’individuo: Come un filosofo della scienza vede la vita. Di Renzo Editore, Roma, 2005

## Morte
Agassi morreu no dia 23 de janeiro de 2023, aos 95 anos.